# Conferència de Rectors de les Universitats Espanyoles
La Conferència de Rectors de les Universitats Espanyoles (CRUE) és una organització constituïda com a associació sense ànim de lucre que agrupa 75 universitats d'Espanya, 50 de públiques i 25 de privades. Entre altres funcions, assumeix un paper d'interlocució entre les institucions universitàries del país i el Govern d'Espanya.

## Història
La CRUE fou creada el 1994 i sota els seus estatuts es preveuen la promoció de l'educació universitària, la cooperació interuniversitària amb institucions nacionals i estrangeres, la realització d'estudis i la posterior proposta de recomanacions per a la millora de la qualitat educativa i la defensa en el seu conjunt dels interessos universitaris. La CRUE realitza una reunió trimestral de la seva assemblea general, on assisteixen tots els rectors de les universitats integrants de l'organització. Consta, a més a més, d'un comitè permanent i d'una junta directiva, integrada pels mateixos rectors triats periòdicament. Des de 2023 la seva presidenta és Eva Alcón Soler, rectora de la Universitat Jaume I de Castelló. El finançament de la CRUE corre al càrrec del conjunt de les universitats membres.